# جوسيف روز
جوسيف روز (بالألمانية: Josef Rose)‏ (16 مارس 1943 في التشيك - ) هو لاعب كرة يد ألمانيا الشرقية وألماني (وحمل سابقاً جنسية ألمانيا الشرقية). شارك في الألعاب الأولمبية الصيفية 1972.

## وصلات خارجية
- جوسيف روز على موقع أوليمبيديا (الإنجليزية)